# Tea Breščak
Tea Breščak, slovenska pesnica in slikarka, 9. oktober 1895, Dobravlje, Ajdovščina, † 12. februar 1973, Milano.

## Življenje in delo
Tea Breščak, poročena Abbattista se je rodila v slovenski kmečki družini v kateri je bilo štirinajst otrok. Ljudsko šolo je obiskovala v Vipavskem križu (1900-1908). Kasneje so jo starši poslali v nemški zavod h Gospe Sveti na Koroško z namenom, da se nauči nemščine (1912-1914). Nato se je kot blagajničarka zaposlila v trgovini v Trstu (1915-1917) ter obiskovala večerno šolo. Po poroki z zdravnikom Emanuellom Abbattistom  je bivala v Padovi ter od 1928 do smrti v Milanu.
Risala in slikala je že v mladosti, resneje pa se je slikarstvu posvetila v Milanu. Svoje znanje je izpopolnjevala pri slikarju P. Marušiču (1930-1933). Največ se je posvečala slikanju v olju, nekoliko tudi temperi] in akvarelu. Največ je slikala tihožitja, posvečala pa se je tudi krajinarstvu. Kot članica umetniškega društva je vrsto let razstavljala v milanski galeriji La Peromenente. Leta 1952 je razstavila več slik na razstavi Premio Internazionale per le Pittici. Kot pesnica je prve pesmi objavila leta 1925 v reviji Ženski svet. V sonetu Jesenski sonet je izraža veliko ljubezen do rodne zemlje. V pesmi Čez grobove (Ženski svet, 1926) pa veliko navezanost na mater in domačo vzgojo. V istem letniku revije je bila objavljena še socialna slika Bolna velemestna deca. Pri Tei Breščak pa predvsem velja poudariti skrb, ki jo je posvečala številni rodbini svojih bratov in sester, da nam je ta čeprav kot otok v tujini, uspela dati kar nekaj imen, ki so vsak po svoje prispevala v zakladnico slovenske kulture in literature.